# Modelo de lista invertida
Lista Invertida é uma forma de organização de itens, utilizada em banco de dados.

## Definição
É uma lista de chaves primárias associado a uma chave secundária. Uma lista invertida é uma lista (ou índice) ordenada de chaves, onde cada chave contém uma ligação para os documentos que a contém.
A lista é chamada de invertida porque partimos de um campo do registro para encontrar sua chave primária e, depois, o registro completo. A lista é chamada de lista por conter uma lista de referências de chaves primárias.

## Funcionamento
Funciona fazendo a organização da tabela em bloco deixando com que a consulta fique mais rápida, pois percorre toda a tabela principal para encontrar a informação desejada

## Vantagens
Lista invertida é vantajosa na questão do aumento da eficiência de busca (necessário para longos arquivos de texto), mas por outro lado o espaço de armazenamento do índice pode ser cerca de dez a cem vezes maior.
Este tipo de estrutura é um dos mais eficientes para a indexação de documentos comparados a outros tipos de busca (Hash Arvores).